# Машевский район
Ма́шевский райо́н (укр. Машівський район) — упразднённая административная единица на юго-востоке Полтавской области Украины. Административный центр — посёлок городского типа Машевка.

## География
Машевский район находится в юго-востоке части Полтавской области Украины.
С ним соседствуют
Карловский,
Чутовский,
Полтавский,
Новосанжарский районы Полтавской области,
Магдалиновский район Днепропетровской области и
Зачепиловский район Харьковской области.
Площадь — 900 км2.
Административным центром района является посёлок городского типа Машевка.
Через район протекают реки
Кустолово,
Орель,
Тагамлык,
Сухой Тагамлык,
Липянка,
Сухая Липянка,
Нехворощанка.

## История
Со слов старожилов Машевка получила название от имени помещицы Маши (Марии).
Машевський район образован 7 марта 1923 года, в 1923—1925 годах входил в состав Красноградского округа Полтавской губернии. Был расформирован в 1930 году, а затем восстановлен в 1935 году в составе Харьковской области, потом с 1937 года — Полтавской области. 30 декабря 1962 года расформирован, восстановлен 8 декабря 1966 года. 17 июля 2020 года в результате административно-территориальной реформы район вошёл в состав Полтавского района.

## Демография
Население района составляет 18 945 человек (2019),
в том числе городское — 3 721 человек,
сельское — 15 224 человека (2019).

## Административное устройство
Район включает в себя:
| - Поселковых советов: 1 - Сельских советов: 15 | - Посёлков: 1 - Сёл: 39 |

### Местные советы[6]
| - Машевский поселковый совет - Абрамовский сельский совет - Андреевский сельский совет - Базилевщинский сельский совет - Дмитровский сельский совет - Коноваловский сельский совет - Кошмановский сельский совет - Кустолово-Суходольский сельский совет | - Малонехворощанский сельский совет - Михайловский сельский совет - Новотагамлыкский сельский совет - Павловский сельский совет - Ряссковский сельский совет - Сахновщинский сельский совет - Селещинский сельский совет - Старицковский сельский совет |

### Населённые пункты[7]
| с. Абрамовка с. Алексеевка с. Андреевка с. Базилевщина с. Богдановка с. Волчья Балка с. Вольное с. Грабовщина с. Григоровка с. Дмитровка | с. Жирковка с. Заря с. Калиновка с. Козельщина с. Коноваловка с. Кошмановка с. Красногорка с. Кустолово-Суходолка с. Латышовка с. Любимовка | с. Малая Нехвороща пгт Машевка с. Мироновка с. Михайловка с. Новая Павловка с. Новый Тагамлык с. Огуевка с. Павловка с. Первомайское с. Петровка | с. Рубановка с. Рясское с. Сахновщина с. Свистуновка с. Селещина с. Солнечное с. Старицковка с. Сухоносовка с. Тимченковка с. Усть-Липянка |

#### Ликвидированные населённые пункты[8]
| с. Дорошовка |

## Достопримечательности

### Видные уроженцы
- Кальченко, Никифор Тимофеевич